# Berlinda Tolbert
Berlinda Tolbert (Charlotte, 4 novembre 1949) è un'attrice statunitense, in attività dalla metà degli anni settanta ed impegnata principalmente in campo televisivo.
Il suo ruolo più famoso è quello di Jenny Willis Jefferson nella sit-com I Jefferson, ruolo interpretato per un decennio, dal 1975 al 1985.
È apparsa inoltre come guest-star in varie serie televisive quali Fantasilandia, Le strade di San Francisco, Love Boat, E.R. - Medici in prima linea, CSI - Scena del crimine, ecc.

## Biografia

### Vita privata
Berlinda Tolbert è sposata dal 1979 con il giornalista Bob Reid, la coppia non ha avuto figli.

## Filmografia parziale

### Cinema
- Airport 75 (1974; ruolo: passeggera)
- Beverly Hills Brats (1989)
- Harlem Nights (1989; ruolo: Annie)
- Quei bravi ragazzi (Goodfellas, 1990; ruolo: ragazza di Stack)
- Giochi di potere (1992, ruolo: Sissy Jackson)
- Strange Fruit (2004; ruolo: Emma Ayers)
- Live! - Ascolti record al primo colpo (2007; ruolo: Clarissa Boyd)

### Televisione
- That's My Mama (serie TV, 1 episodio, 1974)
- Sanford and Son (serie TV, 1 episodio, 1974)
- Le strade di San Francisco (serie TV, 1 episodio, 1974)
- S.W.A.T. - Squadra speciale anticrimine (serie TV, 1 episodio, 1975)
- Pepper Anderson agente speciale (serie TV, 1 episodio, 1975)
- I Jefferson (serie TV, 65 episodi, 1975-1985; ruolo: Jenny Willis Jefferson)
- Arcibaldo (serie TV, 1 episodio, 1975; ruolo: Jenny Willis)
- Fantasilandia (serie TV, 1 episodio, 1981; ruolo: Billie Joe)
- Love Boat (serie TV, 1 episodio, 1981)
- Fantasilandia (serie TV, 1 episodio, 1983; ruolo: Linda Bell)
- Fantasilandia (serie TV, 1 episodio, 1984; ruolo: Sandy Hoffmann)
- Supercopter (serie TV, 1 episodio, 1984)
- Love Boat (serie TV, 1 episodio, 1985)
- International Airport (1985) (film TV; ruolo: Kathy Henderson)
- A Connecticut Yankee in King Arthur's Court (film TV, 1989; ruolo: madre di Karen)
- La legge di Bird (serie TV, 1 episodio, 1990)
- Due come noi (serie TV, 2 episodi, 1990)
- Sabrina - Vita da strega (Sabrina, the Teenage Witch, serie TV, 1 episodio, 1997)
- Settimo cielo (7th Heaven, serie TV, 1 episodio, 1998)
- Quell'uragano di papà (serie TV, 1 episodio, 1999)
- After Diff'rent Strokes: When the Laughter Stopped (2000)
- E.R. - Medici in prima linea (serie TV, 1 episodio, 2004)
- Squadra Med - Il coraggio delle donne (Strong Medicine, serie TV, 1 episodio, 2004)
- Six Feet Under (serie TV, 1 episodio, 2005)
- CSI - Scena del crimine (serie TV, 1 episodio, 2007)

## Curiosità
- È nata solo un giorno dopo Mike Evans (1949-2006), suo partner ne I Jefferson (interpretava il fidanzato e poi marito Lionel Jefferson), pure lui - inoltre - originario della Carolina del Nord[3]

## Doppiatrici italiane
- Ne I Jefferson, Berlinda Tolbert è stata doppiata da Tullia Piredda e solo in due episodi da Adriana Libretti[4][5]
- In CSI - Scena del crimine, Berlinda Tolbert è stata doppiata da Barbara Sacchelli[6]